# Concerto pour piano no 4 d'André Mathieu
Le concerto nº4 en mi mineur d'André Mathieu est une œuvre écrite entre 1947 et 1949. Le compositeur en aurait amorcé la composition à la suite de son séjour à Paris durant l'année 1946, où il a fréquenté en particulier Arthur Honegger.
Grâce à Alain Lefèvre, cette pièce connait un regain de popularité : quelques-uns des plus grands orchestres du monde ont demandé au pianiste d'interpréter cette pièce pour l'année 2010-2011, dont le Komische Oper Berlin.